# Atletisme als Jocs Olímpics d'Estiu de 2024 - Llançament de disc femení
La prova de Llançament de disc femenina d'Atletisme als Jocs Olímpics de París 2024 serà la 23a edició de l'esdeveniment en unes Olimpíades. La prova es disputarà entre el 2 i el 4 d'agost del 2024 a l'Stade de France de París.
L'estatunidenca Valarie Allman és la vigent campiona de la disciplina olímpica, després de guanyar la medalla d'or als Jocs Olímpics de Tòquio 2020. La medalla de plata la va guanyar l'alemanya Kristin Pudenz i la medalla de bronze fou per la cubana Yaime Pérez.
L'equip de la Unió Soviètica és la selecció més guardonada, amb 4 medalles d'or, 3 medalles de plata i 3 medalles de bronze, en les 22 edicions que l'esdeveniment ha estat present als Jocs Olímpics. L'atleta soviètica Nina Ponomaryova, amb 2 medalles d'or i 1 medalla de bronze és l'atleta més guardonada en tota la història de la competició.

## Format
La prova del llançament de disc consisteix en llançar un objecte circular, anomenat disc, el més lluny possible. La competició començarà amb totes les atletes classificades, competint en 2 grups diferents. Com a mínim 12 atletes passaran a la final. Si aconsegueixen superar la distància de referència passaran directament a la final i si no ho fan, han de quedar entres les 12 posicions més elevades dels dos grups en general. A la final, les 3 llançadores que aconsegueixin fer un llançament més llarg, guanyaran les medalles.

## Classificació
Hi ha dues maneres de classificar-se per la prova olímpica. La forma principal és superant la marca estàndard de classificació (que per aquesta edició es troba en els 64,50 metres), en qualsevol prova organitzada o supervisada per la Federació Internacional d'Atletisme, entre l'1 de juliol de 2023 i el 30 de juny de 2024. Depenent dels llocs que sobrin es podran classificar les atletes que no hagin aconseguit aquesta marca mitjançant les places universals i el rànquing atlètic i fent prevaler la diversitat geogràfica. S'ha de tenir en compte que només es podran classificar un màxim de 3 atletes per país i en cas que sigui superior, cada federació haurà d'escollir les 3 llançadores que consideri per participar en les Olimpíades.
| Mètode de classificació  | Places | País          | Atleta classificada  |
| ------------------------ | ------ | ------------- | -------------------- |
| Marca estàndard - 64,50m | 3      | Alemanya      | Shanice Craft        |
| Marca estàndard - 64,50m | 3      | Alemanya      | Kristin Pudenz       |
| Marca estàndard - 64,50m | 3      | Alemanya      | Claudine Vita        |
| Marca estàndard - 64,50m | 2      | Estats Units  | Valarie Allman       |
| Marca estàndard - 64,50m | 2      | Estats Units  | Lagi Tausaga-Collins |
| Marca estàndard - 64,50m | 1      | Croàcia       | Sandra Perkovic      |
| Marca estàndard - 64,50m | 1      | Països Baixos | Jorinde van Klinken  |
| Marca estàndard - 64,50m | 1      | Xina          | Feng Bin             |
| Rànquing atlètic         | 1      |               |                      |
| Places universals        | 1      |               |                      |

## Medaller històric
| Posició | País                | Or | Argent | Bronze | Total |
| ------- | ------------------- | -- | ------ | ------ | ----- |
| 1       | URSS                | 4  | 3      | 3      | 10    |
| 2       | Estats Units        | 3  | 3      | 0      | 6     |
| 3       | Alemanya            | 3  | 2      | 1      | 6     |
| 4       | Alemanya de l'Est   | 3  | 1      | 1      | 5     |
| 5       | Croàcia             | 2  | 0      | 0      | 2     |
| 6       | Polònia             | 1  | 2      | 0      | 3     |
| 7       | Romania             | 1  | 1      | 3      | 5     |
| 8       | França              | 1  | 1      | 1      | 3     |
| 9       | Rússia              | 1  | 1      | 0      | 2     |
| 10      | Cuba                | 1  | 0      | 3      | 4     |
| 11      | Belarús             | 1  | 0      | 2      | 3     |
| 12      | Txecoslovàquia      | 1  | 0      | 0      | 1     |
| 12      | Països Baixos       | 1  | 0      | 0      | 1     |
| 14      | Bulgària            | 0  | 3      | 2      | 5     |
| 15      | Grècia              | 0  | 2      | 0      | 2     |
| 16      | Xina                | 0  | 1      | 1      | 2     |
| 17      | Alemanya Occidental | 0  | 1      | 0      | 1     |
| 17      | Ucraïna             | 0  | 1      | 0      | 1     |
| 17      | Itàlia              | 0  | 1      | 0      | 1     |
| 20      | Txèquia             | 0  | 0      | 1      | 1     |
| 20      | Austràlia           | 0  | 0      | 1      | 1     |
| 20      | Hongria             | 0  | 0      | 1      | 1     |
| 20      | Suècia              | 0  | 0      | 1      | 1     |